# Barombi Koto
Der Barombi Koto (auch Barombi Kotto,  Barombi-ba-Kotto, in der Kolonialzeit auch Rickards-See genannt) ist ein kleiner, flacher Kratersee in der Region Sud-Ouest Kameruns.

## Lage
Er liegt etwa 30 km nordöstlich des Kamerunbergs ca. 100 Meter über dem Meeresspiegel. Der kreisrunde See hat zwei kleine Zuflüsse, die in der Trockenzeit austrocknen, den Tung Nsuia und den Tung Nsuria. Einziger Abfluss ist der Nkundung-Kotto, ein Nebenfluss des Meme River, der knapp östlich der Grenze zwischen Nigeria und Kamerun in den Atlantik mündet. Ungefähr in der Mitte erhebt sich 30 m hoch die kleine Insel Kotto, die aus Basaltlava aufgebaut ist. Der Kraterrand erhebt sich bis zu 50 Meter über den Wasserspiegel, ein Teil ist bewaldet, der größte Teil jedoch kultiviert. Die Anwohner bauen vor allem Kochbananen, Kakao und Maniok an. An der Süd- und Westküste des Sees leben Einwanderer aus Nigeria, auf der in der Seemitte liegenden Insel barombisprachige Fischer. Der Seeboden ist sandig, teilweise auch steinig und von versunkenen Pflanzenteilen bedeckt.
Er ist nicht mit dem 25 km nordöstlich gelegenen Barombi Mbo zu vergechseln, der in den Mungo entwässert.

## Flora
Intensiv gedeihendes Phytoplankton macht das Wasser grünbraun. Unter dem Phytoplankton findet man die Kieselalge Melosira, die Cyanobakterien Microcystis und Spirulina, die Grünalgen Ankistrodesmus, Pediastrum duplex und Scenedesmus, den Dinoflagellaten Peridinium sowie die Zieralgen Staurastrum. Die Sichttiefe beträgt weniger als 80 cm. Höhere Wasserpflanzen wurden bisher nicht festgestellt.

## Fauna
Das Zooplankton des Sees besteht aus Büschelmückenlarven, Ruderfußkrebsen, Muschelkrebsen, Rädertierchen und Süßwassermilben. Zuckmücken- und Libellenlarven leben auf den in das Wasser gefallenen Blätter und der Seegrund wird von Eintagsfliegenlarven, Wenigborstern, Fadenwürmer, Süßwassermilben, Muschelkrebsen, Riesenwanzen, Wasserkäfern und Süßwasserkrabben besiedelt. Außerdem von Tellerschnecken der Gattung Bulinus die Zwischenwirte für Schistosomiasis sind. Schwämme sind selten.
Die Fischfauna des Barombi Koto besteht aus den folgenden Arten: die Prachtflossenbarbe (Enteromius callipterus), der Raubwels Clarias werneri und die Buntbarscharten Hemichromis camerounensis, Sarotherodon galilaeus, Pelmatolapia mariae, Coptodon kottae (endemisch) und Chromidotilapia guentheri loennbergi eine endemische Unterart von Günthers Prachtbarsch. In den Zuflüssen des Barombi Koto lebt der Vielfarbige Prachtkärpfling (Aphyosemion bitaeniatum) und Oesers Prachtkärpfling (Fundulopanchax oeseri).
Einziger Lurch des Sees ist der Tropische Krallenfrosch (Silurana tropicalis).
Vögel, die an den Ufern des Sees leben und sich vor allem oder teilweise von Fisch ernähren sind: Zwergtaucher (Tachybaptus ruficollis), Riedscharbe (Phalacrocorax africanus), Afrika-Schlangenhalsvogel (Anhinga rufa), Purpurreiher (Ardea purpurea), Silberreiher (Ardea alba), Hagedasch (Bostrychia hagedash), Schwarzer Milan (Milvus migrans), Graufischer (Ceryle rudis), Riesenfischer (Megaceryle maxima), Schillereisvogel (Alcedo quadribrachys), Hauben-Zwergfischer (Alcedo cristata) und der Palmgeier (Gypohierax angolensis), der nicht nur Palmfrüchte, sondern hin und wieder auch Fisch frisst.